# David Cortés Armero
David Cortés Armero (Bogotá, Colombia, 1 de mayo de 1992) es un futbolista colombiano que juega como delantero.

## Trayectoria
Su carrera inició en 2010 jugando para Atlético Huila con apenas 18 años su pase fue adquirido por el FK Spartaks Jūrmala de Letonia a principios de 2011, pero pronto fue cedido a FK Jelgava donde jugó los primeros partidos en la máxima categoría de Letonia, logrando un gol en seis juegos; El 28 de junio de ese mismo año llega cedido al club más veces campeón en Moldavia, el FC Sheriff Tiraspol  y terminada la cesión regresó a las filas de Spartaks donde inició la temporada 2012 logrando un buen rendimiento con trece goles en 25 juegos. En julio del mismo año, fue cedido a FC Salyut Belgorod, sin embargo, después de dos partidos en el banquillo, se devolvió a FK Spartaks Jūrmala. Tras el final de la temporada, Cortés dejó el club.
A inicio de 2013 se unió a la disciplina del Deportivo Quevedo que esta temporada logra el ascenso a la Serie A de Ecuador luego de siete años en el ascenso; sin embargo, al año siguiente jugó para Unión Magdalena y  Deportivo Pereira del Ascenso Colombiano en el cuadro Matecaña convirtió 7 goles, reforzó durante el primer semestre de 2015 a Correcaminos de la UAT en el Ascenso MX donde apenas logró un gol en la Copa de México; en junio de 2015 se confirma su llegada al América de Cali.
En marzo de 2018 se incorporó a Academia Deportiva Cantolao de la Primera División del Perú. Jugó 12 partidos y logró anotar 2 goles.

## Clubes
| Club                | País     | Año         |
| ------------------- | -------- | ----------- |
| Atlético Huila      | Colombia | 2010        |
| Spartaks Jūrmala    | Letonia  | 2010        |
| FK Jelgava          | Letonia  | 2011        |
| Sheriff Tiraspol    | Moldavia | 2011        |
| Spartaks Jūrmala    | Letonia  | 2012        |
| Salyut Belgorod     | Rusia    | 2012        |
| Deportivo Quevedo   | Ecuador  | 2013        |
| Unión Magdalena     | Colombia | 2014        |
| Deportivo Pereira   | Colombia | 2014        |
| Correcaminos UAT    | México   | 2015        |
| América de Cali     | Colombia | 2015        |
| Cortuluá            | Colombia | 2016 - 2017 |
| Academia Cantolao   | Perú     | 2018        |
| Jaguares de Córdoba | Colombia | 2019 - 2021 |